# 1463
1463 (MCDLXIII) je bilo navadno leto, ki se je po julijanskem koledarju začelo na soboto.

## Dogodki
- Turki zavzamejo Bosno
- San Marino dobi meje, ki se vse do danes ne spremenijo več.

## Rojstva
- 24. februar - Giovanni Pico della Mirandola, italijanski humanist, kabalist in filozof († 1494)

## Smrti
- 4. junij - Flavio Biondo, italijanski humanist in zgodovinar (* 1392)
- 5. junij - Stjepan Tomašević, zadnji despot Srbije in zadnji kralj Bosne (* okoli 1438)

Neznan datum
- Tenšo Šubun, japonski zen budistični menih in slikar (* 1414)